# Ekehalsen
Ekehalsen (norwegisch für Speichenhals) ist ein Presseisrücken im ostantarktischen Königin-Maud-Land. Er ragt im Conradgebirge der Orvinfjella auf.
Wissenschaftler des Norwegischen Polarinstituts benannten ihn im Jahr 1964.